# Weisshorn
Weisshorn - literalmente "ponta branca" - é uma montanha que culmina a 4505 m de altitude e fica nos Alpes Peninos, fazendo parte  dos cinco cumes que formam o conjunto chamado de "Coroa Imperial": o Weisshorn (4505 m), o Zinalrothorn (4221 m), o Ober Gabelhorn (4063 m), o  Cervino ou Matterhorn (4478 m) e o Dent Blanche (4356 m).
Com 4505 m de altitude no pico piramidal do topo, o Weisshorn faz parte dos cumes dos Alpes com mais de 4000 m.

## Ascensões
- 1861 - Primeira ascensão por John Tyndall, Johann Joseph Bennen e Ulrich Wenger
- 1871 - Vertente Nordeste por William Auguste Coolidge
- 1877 - Face SE seguido da aresta SO, por W.E. Davidson, J.W. Hartley e Henry Seymour-Hoare, com os guias Peter Rubi, Johann Jaun e Aloys Pollinger
- 1895 - Integral da aresta Sudoeste Schaligrat por Edward Broome, J.M. Biner e Ambros Imboden
- 1898 - Aresta Norte por Hans Bielhy e Heinrich Burgener
- 1909 - Novo itinerário pela vertente NE por Geoffrey Winthrop Young, O. Perry Smith e Joseph Knubel
- 1969 - Ascensão invernal da face Norte por Paul Etter

## Acesso
A chamada via normal -  cotação (AD/III/45°) - parte do refúgio de Weisshorn e depois segue pela aresta Leste.